# ASV Vösendorf
Der Arbeiter-Sportverein Vösendorf ist ein österreichischer Fußballverein aus der niederösterreichischen Marktgemeinde Vösendorf. Der ehemalige Zweitdivisionär spielt seit der Saison 2015/16 in der fünftklassigen 2. Landesliga Ost.

## Geschichte

### Gründungsgeschichte und die ersten Jahrzehnte

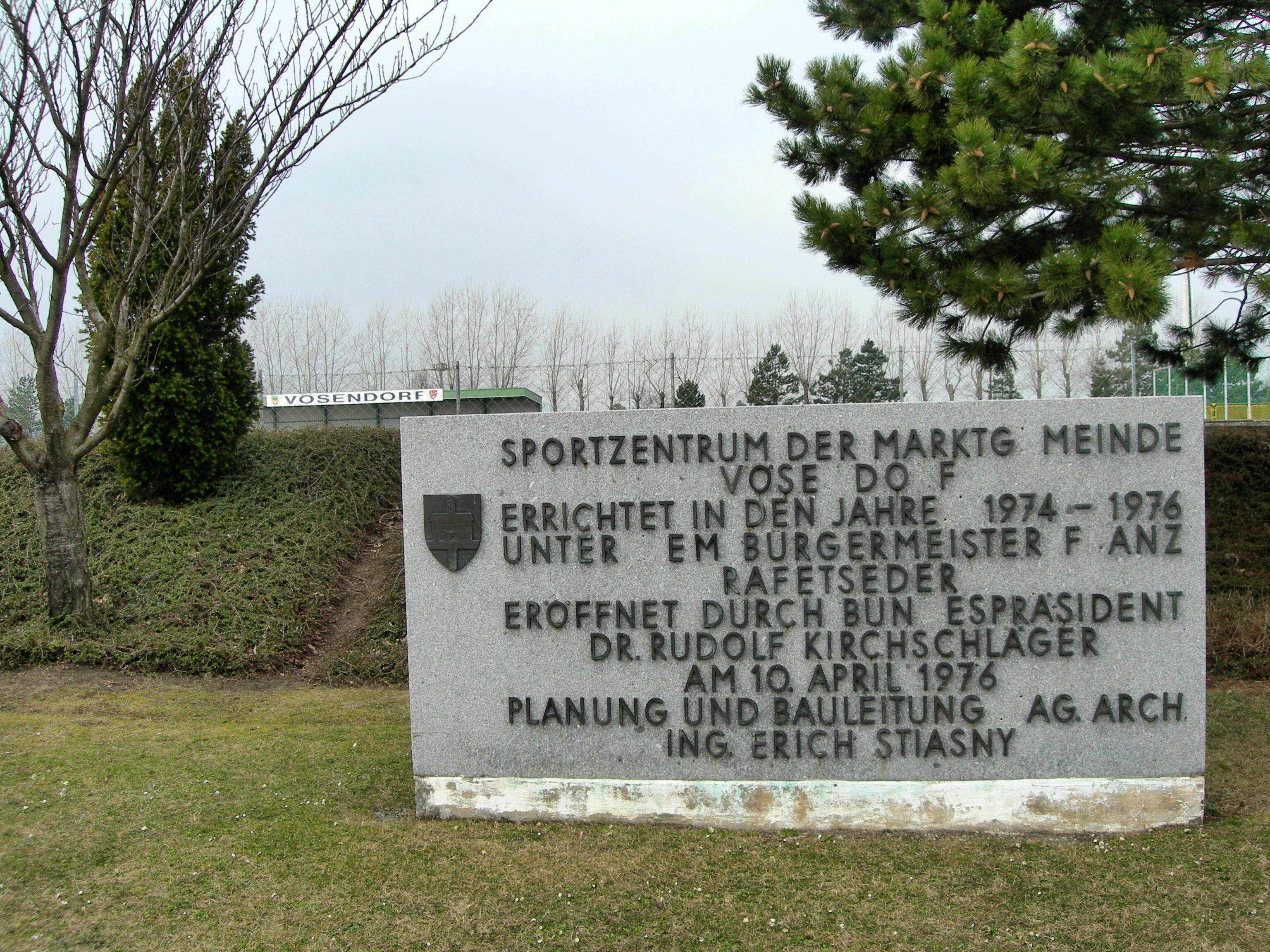
Sportzentrum der Marktgemeinde Vösendorf

Der Verein wurde im Jahr 1920 von den Herren Josef Toman, Josef Janda, Karl Janda, Alexander Kuhn, Viktor Hajek und Johann Bislovsky als Sportclub Hennersdorf gegründet. Die Gründungsversammlung, bei der unter anderem auch die Vereinsfarben mit Rot und Schwarz festgelegt wurden, fand im damaligen Gasthof Hölbl statt.

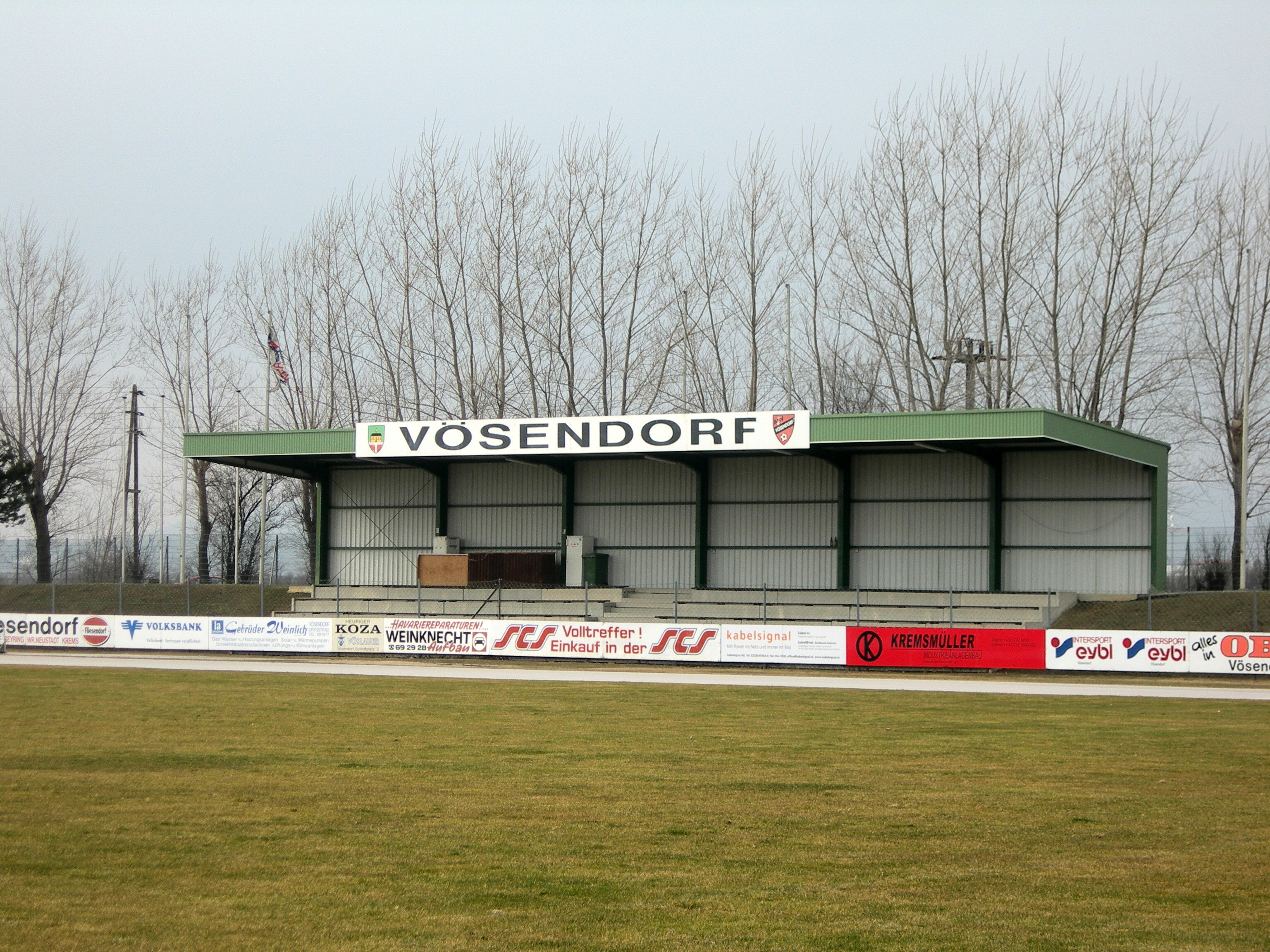
Gegengerade im Sportzentrum Vösendorf

Im Jahr 1927 erfolgte die Zusammenlegung mit dem Arbeiter-Turnverein aus Vösendorf zum heute noch bestehenden Arbeiter-Sportverein Vösendorf und der Umzug des Vereins in die Nachbargemeinde. 1931 konnte die erste eigene Sportanlage errichtet werden, die durch die Kriegshandlungen im Zweiten Weltkrieg zerstört und 1947 mit einem Fassungsvermögen von 1.000 Zuschauern wieder aufgebaut wurde. Nachdem der dem VAFÖ angehörige Arbeiter-Sportverein schon seit Beginn seines Bestehens zahlreiche Erfolge erzielen konnte, wurde er im Zuge der Bürgerkriegswirren im Februar 1934 enteignet und aufgelöst. Erst nach dem Zweiten Weltkrieg konnte der ASV Vösendorf 1945 wiedergegründet und der Spielbetrieb wieder aufgenommen werden.

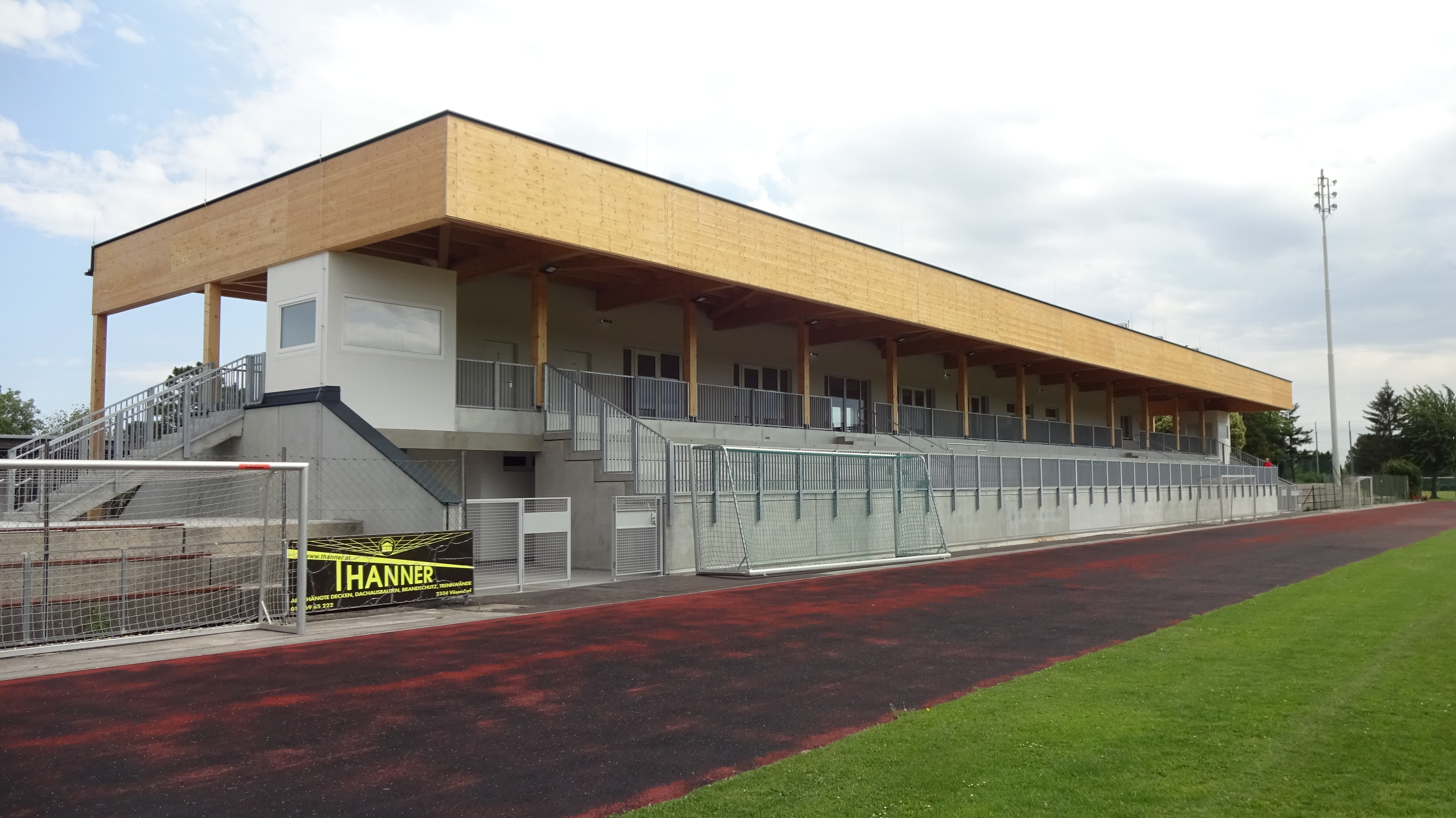
Haupttribüne im Sportzentrum Vösendorf

Bis in die 1970er Jahre hinein spielten die Niederösterreicher in den unteren Ligen ihres Bundeslandes. 1959 errangen sie dabei den Meistertitel in der 1. Klasse Südost und 1968 jenen der 2. Klasse Südost. 1975 folgte der Titelgewinn in der 2. Klasse Ost und der Aufstieg in die Unterliga Süd/Südost. Dort spielten sie bis zur Fusion mit dem Ligakonkurrenten FC Austria Brunn im Jahr 1976.

### Fusion zum ASV Austria und Aufstieg in die 2. Bundesliga
Nach der Fusion mit der Mannschaft aus Brunn am Gebirge erreichte der nunmehrige ASV Austria Vösendorf (Offizielles Gründungsdatum 1976, Vereinsfarben Grün-Weiß-Rot) in der Saison 1979/80 den Meistertitel der Unterliga Süd/Südost und den Aufstieg in die Oberliga Ost, in der die Niederösterreicher in der Folgesaison ebenfalls den Meistertitel gewannen. 1985 folgte der Aufstieg in die 1. Landesliga Niederösterreichs, und durch eine Spielgemeinschaft mit dem FC Tulln spielten die Vösendorfer ab 1987 bereits in der drittklassigen Regionalliga Ost. Mit dem Titelgewinn in der Ostliga im Spieljahr 1988/89 erfolgte der Aufstieg in die Zweite Division der Bundesliga.
In die erste Bundesligasaison wurden die Vösendorfer von ihrem Spielertrainer Friedrich Drazan und dem ehemaligen Rapidler Wolfgang Kienast geführt. Im Herbst 1990 konnte mit IKERA ein neuer zahlungskräftiger Hauptsponsor gefunden werden, der es ermöglichte die Mannschaft qualitativ zu verstärken. So konnten unter anderem Peter Netuschill vom Kremser SC und Franz Zach von VSE St. Pölten verpflichtet werden. Mit dieser Mannschaft erreichte Vösendorf problemlos den dritten Platz im Abstiegs-Play-off und damit den Klassenerhalt.
Für die Saison 1990/91 verstärkten sich die Niederösterreicher um den Admiraner Thomas Michetschläger und dem Vienna-Spieler Gerald Schober. Als Trainer wurde Johann „Waschi“ Frank (ehemals Spieler bei FC Wien und Austria) verpflichtet. Im Herbstdurchgang platzierte sich die Mannschaft auf dem sechsten Platz und hatte zehn Punkte Abstand zum Tabellenletzten. Durch die Punktehalbierung im Abstiegs-Play-off verlor Vösendorf jedoch einige regulär erworbene Punkte und belegte hinter dem SK Austria Klagenfurt den sechsten Rang. Nach üblicher Zählweise wäre Klagenfurt bei 7 Siegen und 13 Remis auf 27 Punkte und Vösendorf mit elf Siegen und acht Remis auf 30 Zähler gekommen. Da jedoch im Play-off die Punkte vom Herbstdurchgang gemäß der damals geltenden Meisterschaftsregeln halbiert wurden, lagen die Niederösterreicher zwei Punkte hinter Klagenfurt zurück und mussten nach zwei Jahren in der zweiten Bundesliga den Gang in die Regionalliga Ost antreten. Dass die Mannschaft Qualität hatte, zeigte sich in dieser Saison auch im ÖFB-Pokal, in dem der ASV Vösendorf erst in der vierten Runde am FC Salzburg mit 1:3 scheiterte.
Nach offiziellen Vereinsangaben spielte der Fußballklub vom Zeitpunkt der Fusion im Jahr 1976 bis 1986 unter dem Namen ASV Austria Vösendorf, wobei das Gründungsdatum dabei mit dem Fusionsjahr angegeben und die Vereinsfarben von Rot-Schwarz auf Grün-Weiß-Rot geändert wurden. 1986 erfolgte die Rückbenennung in ASV Vösendorf, wobei die Fusion dabei aber nicht rückgängig gemacht wurde. Von der Bundesliga wird der Verein jedoch bis zum Abstieg 1991 ausschließlich als ASV Austria Vösendorf bzw. kurzfristig auch unter dem Sponsornamen FK Ikera Vösendorf geführt.

### Abstieg und Rückversetzung in die letzte Spielklasse
Nach dem Abstieg und dem Ausstieg des Sponsors kam der Verein in finanzielle Schwierigkeiten und wurde vom Niederösterreichischen Landesverband, der sich für den nunmehrigen Regionalligisten zuständig zeigte, 1991 in die letzte Spielklasse Niederösterreichs zurückversetzt.
Aus der 2. Klasse Ost/Mitte kämpfte sich der ASV Vösendorf aber binnen weniger Jahre in die 2. Landesliga Ost hoch, in der er mehrere Jahre verbrachte. Den einzigen nennenswerten Erfolg während dieser Zeit stellt der Gewinn des Niederösterreichischen Landespokals im Jahr 1994 dar. In der Saison 2005/06 konnte der Arbeiter-Sportverein den Titel in der zweiten Landesliga gewinnen und sich nach langer Abstinenz für das Spieljahr 2006/07 für die 1. Landesliga Niederösterreich qualifizieren.
In der Saison 2021 / 2022 gelang unter Trainer Christoph Knirsch mit dem Vizemeistertitel in der Niederösterreichischen 2. Landersliga Ost (5. Leistungsklasse) ein Achtungserfolg.
Der Arbeiter-Sportverein brachte in den letzten Jahren unter anderem die späteren Bundesligaspieler Markus Scharrer (SV Austria Salzburg), Roman Kienast (SK Rapid Wien, Ham-Kam) und Thomas Pichlmann (SK Rapid Wien/FK Austria Wien) hervor.

## Titel und Erfolge
- 2 Saisonen in der 2. Bundesliga: 1990, 1991
- 1× NÖ-Meistercupsieger: 1994

Weiter in chronologischer Reihenfolge:
- Meister 1. Klasse Südost: 1959
- Meister 2. Klasse Südost: 1968
- Meister 2. Klasse Ost/Mitte: 1975, 1992
- Meister Unterliga Süd/Südost: 1979 (ASV Austria)
- Meister 2. Landesliga: 1985 (ASV Austria)
- Meister Regionalliga Ost: 1989
- Meister 1. Klasse Ost: 1993
- Vizemeister Unterliga Ost und Aufstieg: 1994
- Meister 2. Landesliga Ost: 2006
- Meister Gebietsliga Süd/Südost: 2015
- Vizemeister 2. Landesliga Ost 2021 / 2022[3]

## Spieler, Trainer und Funktionäre (Auswahl)
- Karl Brauneder (Spieler, Jugend)
- Josef Bugala
- Friedrich Drazan (Spieler, Trainer)
- Johann Frank (Trainer)
- Reinhard Kienast
- Roman Kienast (Jugend)
- Wolfgang Kienast
- Thomas Pichlmann (Jugend)
- Markus Scharrer (Jugend)

Weitere Spieler, Trainer und Funktionäre sind in der Kategorie:Person (ASV Vösendorf) zu finden.

## Frauenfußball
Die Frauenmannschaft wurde Anfang der 1980er Jahre gegründet und spielte von 1988 bis 1999 in der Bundesliga. Nach dem letzten Bundesligajahr löste sich die Abteilung auf.
Auch in den 2000er Jahren brachte der ASV Vösendorf Nachwuchs spätere Bundesligaspielerinnen im In und Ausland hervor.
Spielerinnen-Auswahl
- Nike Winter[4][5]
- Larissa Haidner[6][7][8]
- Nadine Hinterberger[9][10][11][12]
- Chiara Schramek[13][14][15][16]
- Emma Tauchner[17][18][19]
- Anika Ury[20][21][22]